# Meadow Park (Borehamwood)
Pour les articles homonymes, voir Meadow.
Meadow Park est un stade de football basé à Borehamwood, en Angleterre.
Il accueille le Boreham Wood FC qui joue en Isthmian Football League Premier Division, l'Arsenal Women FC qui joue dans le Championnat féminin anglais ainsi que de l'équipe réserve du Watford FC.
Le stade peut accueillir 4 502 personnes.